# Лінартович Дмитро Костянтинович
Дмитро Костянтинович Лінартович (нар. 22 листопада 1978, Київ, УРСР) — український актор театру, кіно та дубляжу, поет, співак, бард, громадський діяч, офіцер ЗСУ. Член Національної спілки кінематографістів України (2013), член Національної спілки письменників України (2024). Заслужений артист України (2023).

## Життєпис
Народився 22 листопада 1978 року у Києві в родині актора і режисера Костянтина Лінартовича. Навчався з першого по четвертий клас у школі-інтернаті, з п'ятого по дев'ятий — у школі № 75 ім. Лесі Українки, а потім — у школі № 87 ім. Довженка. Улюбленими предметами Дмитра були українська література, фізкультура, малювання. Після закінчення школи він служив в армії, у прикордонних військах.
У 2003 році отримав диплом про вищу освіту, закінчивши акторський факультет Київського університету театру, кіно і телебачення ім. Карпенка-Карого.
Дмитро Лінартович є викладачем кафедри кіно- і телемистецтва Навчально-наукового інституту журналістки КНУ ім. Тараса Шевченка.
Перша велика роль була у фільмі 2002 року «Невелика подорож на великій каруселі» режисера Михайла Іллєнка. За 10 років вийшов другий фільм за його участю «ТойХтоПройшовКрізьВогонь», головна роль — Іван Додока, воєнного пілота з Полтавщини, прототипом якого став український пілот Іван Доценко.
Восени 2021 року знявся у фільмі «Обмін» (також один з авторів сценарію) режисера Володимира Харченка-Куликовського.
У 2022 року, після російського вторгнення в Україну, спочатку брав участь в обороні Києва у складі ТРО, а потім, у складі десантно-штурмового підрозділу, воював на херсонському напрямку, у районі Бахмута, а потім в Соледарі. Зазнав поранення та контузії в боях за Соледар 9 січня 2023 року.
У 2023 році за його участю у Дніпрі відбулася творча імпреза.
У вересні 2024 прийнятий до Національної спілки письменників України.

## Ролі в театрі
Муніципальний театр «Київ»

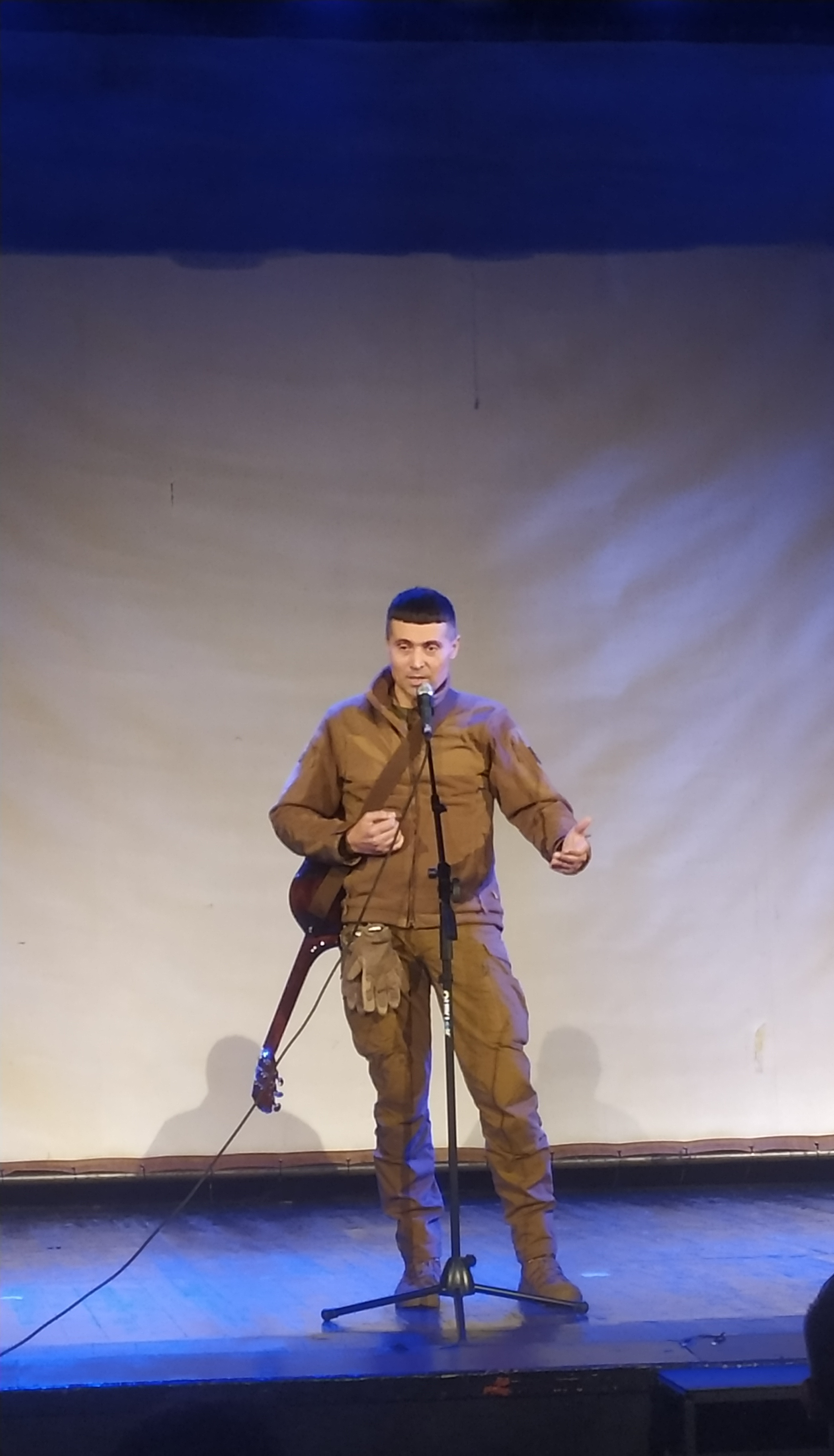
Дмитро Лінартович на святкуванні 120-річчя КНУТКіТ імені І. К. Карпенка-Карого, листопад 2024 року

- «Як стати справжнім бегемотом» Олександра Вітра — Дракончик
- «Циліндр» Едуардо Де Філіппо — Родо
- «Тарас Бульба» Неди Нежданої — Осавул
- «Украдене щастя» за п'єсою Івана Франка — Михайло Гурман

## Фільмографія

### Акторські роботи
- 2012 — «ТойХтоПройшовКрізьВогонь»; реж. Михайло Іллєнко — Іван Додока[9]
- 2015 — «Гетьман»; реж. Валерій Ямбурський — Тугай-Бей, перекопський мурза[10]
- 2016 — «Осінні спогади»; реж. Алі Фахр Мусаві — Анатолій[11]
- 2020 — «Толока»; реж. Михайло Іллєнко — Іван
- 2022 — «Обмін»[12] («Батько»); реж. Володимир Харченко-Куликовський[13]

### Дублювання
Студія «Le Doyen»
- Месники: Завершення (2019) Кріс Еванс/Капітан Америка[14]
- Капітан Марвел (2019) Кріс Еванс/Капітан Америка
- Месники: Війна нескінченності (2018) Кріс Еванс/Капітан Америка
- Людина-павук: Повернення додому (2017) Кріс Еванс/Капітан Америка
- 13 годин: Таємні воїни Бенгазі (2016) Пабло Шрайбер/Танто
- Перший месник: Протистояння (2016) Кріс Еванс/Капітан Америка
- Месники: Ера Альтрона (2015) Кріс Еванс/Капітан Америка
- Перший месник: Друга війна (2014) Кріс Еванс/Стів Роджерс/Капітан Америка
- Тор: Царство темряви (2013) Кріс Еванс/Капітан Америка
- Мадагаскар 3 (2012) Том МакҐрат/Шкіпер
- Пірати Карибського моря: На дивних берегах (2011) Сем Клефлін/Філіп
- Реальна сталь (2011)
- Тачки 2 (2011) Пітер Джакобсон/Лажер
- Мегамозок (2010)
- Соціальна мережа (фільм) (2010) Макс Мінґелла/Дівіан Нарендра
- Як приборкати дракона (2010)
- Зоряний шлях (фільм) (2009)

Студія «Postmodern»
- Міцний горішок. Гарний день, аби померти (2013) Джей Кортні/Джек МакКлейн
- Озброєні та небезпечні (фільм, 2013)
- Таємне життя Волтера Мітті (2013)
- Життя Пі (фільм) (2012) Рейф Спол/Письменник
- Інший світ: Пробудження (2012) Тео Джеймс/Девід
- Льодовиковий період 4: Континентальний дрейф (2012) Дядько Фанґус
- Месники (фільм, 2012) Кріс Еванс/Капітан Америка
- Отже, війна (2012) Кріс Пейн/Еф-Ді-Ер Фостер
- Президент Лінкольн: Мисливець на вампірів (фільм) (2012) Домінік Купер/Генрі Старджес
- Прометей (фільм, 2012) Лоґан Маршал-Ґрін/Чарлі Головей
- Сусіди на стрьомі (2012)
- Гномео та Джульєта (2011) Джим Камінґс/Фрезерстоун
- Ми купили зоопарк (2011) Мет Деймон/Бенджамін Мі
- Перший месник (2011) Кріс Еванс/Капітан Америка
- Повстання планети мавп (2011) Джеймс Франко/Віл
- Ріо (мультфільм) (2011) Карлос Пончо/Марсель
- Скільки у тебе? (2011) Кріс Еванс
- Час (фільм, 2011) Джастін Тімберлейк/Вілл Салас[15]
- Лицар дня (2010) Марк Блукас/Родні
- Некерований (2010) Кріс Пейн/Вілл Колсон
- Налякані до шрекавки / Scared Shrekless (2010) Джон Ґем/Броґан
- Хижаки (2010) Волтон Ґоґінс
- Шрек назавжди (2010) Джон Ґем/Броґан
- Мадагаскар 2: Втеча до Африки (2008) Том МакҐрат/Шкіпер
- Пригоди у Веґасі (2008)
- Руїни (фільм) (2008) Джо Андерсон/Матіас
- Шрек Третій (2007)
- Зоряні війни: Прихована загроза (1999) Юен Мак-Грегор (по факту втрачено) [джерело?]
- Титанік (фільм, 1997) Біллі Зейн
- Веселі ніжки (2006)

Студія «CineType»
- Пункт призначення 4 (2008)
- 10 тисяч років до нашої ери (фільм) (2008)
- Золото дурнів (фільм) (2008)
- Я — легенда (фільм) (2006) Вілл Сміт
- Кривавий діамант (2006) Джимон Гонсу

Студія «Невафільм»
- Чужі проти Хижака: Реквієм (2007)
- Пірати Карибського моря: Скриня мерця (2006) Вінстон Елліс/Палафіко
- Рятівник (фільм, 2006) Ештон Кутчер
- У гонитві за щастям (2006) Вілл Сміт
- Здохни, Джон Такер / John Tucker Must Die (2006) Джессі Меткалф

Студія «Pteroduction Sound»
- Відпочинок за обміном (2006)
- Змивайся (2006)

Студія «Central Production International Group»
- Хортон (мультфільм) (2008) Гамал

Ко-проєкти
- Пірати Карибського моря: На краю світу (2007) Капітан Тіґ (дублювання студії «AdiozProduction Studio» за сприянням «Невафільм»)
- Секрет Робінсонів (2007) Ітан Сендлер/Ласло (дублювання студій «Pteroduction Sound» та «Невафільм»)
- Тачки (фільм) (2006) Джуніор і Форсаж (дублювання студій «Pteroduction Sound» та «Невафільм»)

## Дискографія
Студійні альбоми
- «Мобілізація» (2016)[16]

Спільні альбоми
- «Час» (2015) (разом із Колір Ночі)[17]

## Друковані твори
Дмитро Лінартович. Словоспів: Поезії. Д.: Ліра, 2023. - 72 с.